# Jar of Hearts
Jar of Hearts est le premier single de la chanteuse américaine Christina Perri. La chanson est disponible sur iTunes le 27 juillet 2010, une semaine après sa diffusion dans l'émission So You Think You Can Dance. Elle est incluse dans le premier EP de Perri, The Ocean Way Sessions (en) (2010), et apparaît sur le premier album studio de la chanteuse Lovestrong (en) (2011).
La chanson est co-écrite par Perri, Drew Lawrence et Barrett Yeretsian. Pour son écriture, Perri s'est inspirée d'un ancien petit-ami qui voulait raviver leur relation rompue. Jar of Hearts connaît un certain succès aux États-Unis, au Canada et au Royaume-Uni.

## Contexte et sortie
Après avoir appris à jouer six accords à la guitare en autodidacte, Perri écrit The Perfect Man qui évoque la même personne que Jar of Hearts. Jar of Hearts apparaît pour la première fois dans So You Think You Can Dance en juin 2010, sans que Perri n'ait signé de contrat d'enregistrement. C'est la meilleure amie de Perri, la rockette (en) Keltie Colleen, qui a transmis le morceau à l'une des chorégraphes de l'émission, Stacey Tookey (en). Celle-ci réalise une chorégraphie de danse contemporaine sur la chanson pour la danseuse Kathryn McCormick et le candidat Billy Bell.
Jar of Hearts est écrite par Perri en décembre 2009, avant de commencer la production du titre avec son équipe en février 2010. Alors que la chanson devait d'abord être enregistrée avec un groupe complet, Perri revient sur la décision estimant : « J'imaginais des personnes dansant dessus. C'était un gros « au cas où ». ».
La chanson est mise en ligne pour la première fois sur chaîne YouTube de Perri le 30 juin 2010, puis apparaît sur iTunes le 27 juillet. Une version karaoké du titre est également publiée sur iTunes le 1er février 2011. Jar of Hearts est présente sur le premier EP de la chanteuse intitulé The Ocean Way Sessions (en).

## Thème et composition

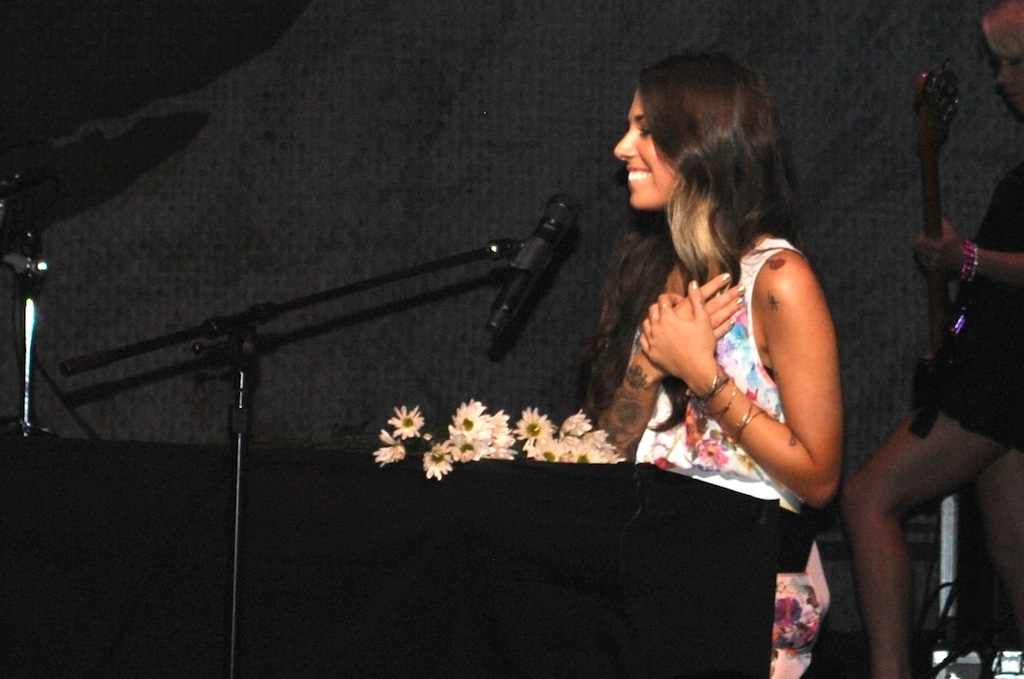
Perri interprétant Jar of Hearts en concert en 2012.

Perri décrit Jar of Hearts comme une chanson autobiographique, à propos d'un ancien petit-ami qui voulait se revoir après une rupture difficile. Drew Lawrence et Barrett Yeretsian participent également à l'écriture de la chanson. Jar of Hearts est une chanson d'inspiration rock rejetant les avances répétées d'un ancien amant, ingrat durant la relation amoureuse mais qui souhaite désormais raviver la flamme.
Sur son blog personnel, Perri explique « J'ai écrit la chanson après être rentrée à Philadelphie pour les vacances en décembre dernier. Je me suis assise dans ma chambre d'enfant et me suis cachée du garçon qui voulait me voir (avec un bocal de cœurs). Mon cœur voulait le revoir, mais ma tête savait que ce n'était pas une bonne idée. Je ne pouvais pas supporter une nouvelle rupture donc j'ai écrit cette chanson. »
Selon la partition publiée sur Musicnotes.com par Hal Leonard Corporation, Jar of Hearts est une chanson piano rock avec un rythme modéré, écrite en clef de do mineur. La voix de Perri va de la note mi bémol 3 au do 5, suivant la mélodie du piano et les instruments à corde délicats. Perri avoue qu'elle ne savait ni lire ni écrire de la musique, mais pouvait interpréter certains accords de piano utilisés dans la chanson.

## Accueil

### Réception critique
Jar of Hearts a reçu des critiques positives de la plupart des critiques.
Kyle Anderson de MTV News, décrivant l'ascension de Perri, apprécie cette « balade riche en hooks ». Dans Rolling Stone, Gavin Edwards décrit la chanson comme « une ballade déchirante dans laquelle elle adresse un adieu à un ex qui continue de traîner dans les parages ». Megan Vick de Billboard estime que les simples accords de piano complètent la voix de Perri, dans un style proche d'A Fine Frenzy. Moins convaincue, Jody Rosen de Rolling Stone dépeint une chanson à la fois insipide et pompeuse.
John Hill de About.com décompose la chanson, commençant par un premier couplet las et développant sa force pour arriver au refrain. Hill écrit : « Il y a eu d'innombrables chansons disant « tu m'as blessé » dans l'histoire de la musique pop, mais identifier un séducteur à un collectionneur de cœurs brisés est l'une des manières les plus originales de identifier d'afficher sa douleur et sa frustration. ». Il conclut que la chanson est une « introduction percutante » pour Perri. Common Sense Media attribue trois étoiles sur cinq à la chanson, estimant que bien que Perri soit une « nouvelle venue » dans la musique, elle prouve qu'elle peut « rivaliser avec les grandes filles » en étant vocalement supérieure à Selena Gomez ou Hayley Williams de Paramore. Chad Grischow d'IGN déplore que la certaine « magie » de cette balade tendre ne se retrouve pas dans le reste de l’album Lovestrong.

### Performance commerciale
Jar of Hearts entre en 28e position du Billboard Hot Digital Songs, en 63e position du Billboard Hot 100 et en 54e position du Canadian Hot 100, totalisant 48 000 téléchargements selon Nielsen SoundScan. Après avoir atteint la 25e place du Hot 100, le titre se vend à 20 000 exemplaires en trois semaines. Après vingt-trois semaines dans le Billboard Hot 100, la chanson culmine au dix-septième rang. Elle passe également onze semaines au Pop Songs Chart, atteignant la 19e place. La version en sonnerie se classe 20e des meilleures ventes de sonneries au bout de sept semaines. La chanson reste 72 semaines au Hot Digital Songs. En juin 2014, la chanson s'est vendue à plus de 3 798 000 exemplaires numériques aux États-Unis seulement .
À l'international, Jar of Hearts atteint la deuxième place des ventes en Australie et en Irlande, la troisième place en République tchèque et la quatrième place en Finlande et au Royaume-Uni, où la chanson reste au UK Singles Chart pendant 27 semaines.

## Clip
Le clip vidéo de la chanson est réalisé par Jay Martin. Une vidéo du tournage est mise en ligne le 25 août 2010. Dans la vidéo, Perri déclare : « J'espère vraiment que le clip me rapproche de la chanson et divertisse tous les fans de So You Think You Can Dance, parce que c'est grâce à eux que tout cela arrive. J'espère vraiment qu'ils l'aiment. J'espère qu'ils aiment la danse... et qu'ils estiment que nous avons rendu justice à la chanson avec cette vidéo. ». Allison Holker et Kathryn McCormick de l'émission So You Think You Can Dance apparaissent en tant que danseuses dans le clip, interprétant la chorégraphie de Stacey Tookey.
Le clip sort le 13 septembre 2010 sur la chaîne YouTube de Perri. Au début de la vidéo, Perri est sur le pas d'une porte alors que des pétales noirs tombent du ciel. Alors qu'elle se lève, de l'encre apparaît sur sa poitrine, montrant un bocal vide où son cœur n'est plus. Perri explore ensuite différentes scène où le même homme collecte des cœurs, remplissant ainsi son « bocal de cœurs » (en anglais : jar of hearts). La vidéo se termine par Perri qui lui vole à son tour un cœur, laissant son bocal vide. L'homme tombe à terre alors que Perri semble récupérer son cœur intact.
Le clip apparaît sur la liste des « 40 meilleurs clips vidéos de 2010 de VH1 », en 17e position.

## Dans la culture populaire

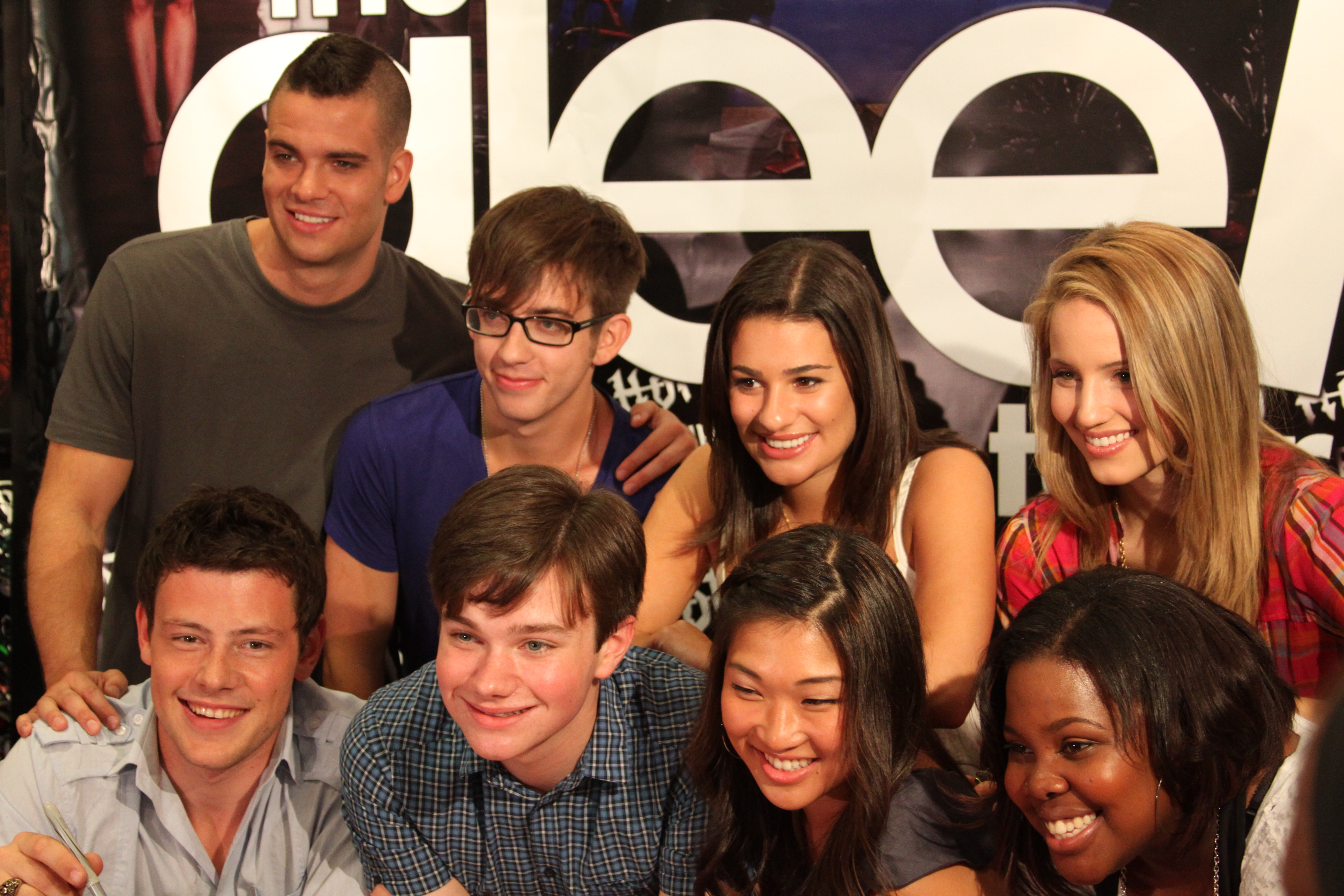
Jar of Hearts est reprise par le casting de Glee, ici en 2009.

Jar of Hearts apparaît dans plusieurs séries télévisées, par exemple dans l'épisode Vivant de Pretty Little Liars, Touche pas à mon ex de Switched ou Past Is Prologue de The Client List.
La chanson est reprise par Lea Michele (interprétant Rachel Berry) dans l'épisode Prom Queen de la deuxième saison de Glee. Le personnage de Rachel interprète la chanson lors du bal de promo, alors que son ancien petit-ami Jesse St James est de retour dans sa vie. Le spectateur ne sait pas si la chanson s'adresse à Jesse ou à son autre ex petit-ami Finn Hudson,. Kevin Fallon dans The Atlantic estime que la prestation est « envoutante et magnifiquement filmée, capturant parfaitement les sentiments doux-amers de Rachel cette nuit-là ». Rebecca Milzoff de Vulture avoue préférer la reprise « franche » de Michele à l'originale. Erica Futterman, pour Rolling Stone, estime également que Michele ajoute de la profondeur à la version de Perri. Plusieurs journalistes critiquent cependant la chanson, peu adaptée à un bal de promo,. La semaine de sa sortie en single, la reprise se classe en 23e place du Hot Canadian Digital Song et en 49e position du Hot 100 américain. 70 000 exemplaires du single sont vendus aux États-Unis tandis que les ventes du titre original augmentent après la diffusion de l'épisode.